# Chachi
El pueblo chachi es un grupo étnico indígena que habita en la zona selvática del noroeste de Esmeraldas sobre la costa norte de Ecuador. Los chachis pertenecen a la familia lingüística barbacoana que hablan el idioma cha'palaa o cha'palaachi. Junto con los tsáchilas (con los que al parecer están emparentados) y los éperas, son los tres únicos grupos amerindios prehispánicos que han sobrevivido en el área costera ecuatoriana, si bien los épera son originarios de Colombia y llegaron a Ecuador en épocas recientes.

## Orígenes
De acuerdo a la tradición chachi, el origen geográfico de este pueblo se sitúa en la sierra cerca de Ibarra. En época próxima a la llegada de los españoles se trasladaron a lo que ahora es conocido como Pueblo Viejo, en la zona de la montaña donde discurre el curso superior del río Santiago. Las razones para esta migración, según diversas investigaciones, serían el miedo a los invasores españoles (y sobre todo a sus caballos) o el producto de una alteración general en su modo de vida (corte de cabello y bautizos), como resultado de la conquista española. Una parte de la población se escapó de la zona y se la conoce como "seres invisibles" (pajki unduu). También se mantiene que la marcha de este pueblo fue algo anterior a la conquista y que fue motivada por las hostilidades provocadas por los incas (kichwa), quienes entonces habían invadido el territorio Kitu (Ecuador) y subyugado a sus pueblos, hasta lo que es ahora la frontera norte de la república. Los Chachis tienen una filiación lingüística más amplia a los de Barbacoas (sus dialectos cayapa) afinidad con los cocunucos y paniquita en Colombia.
En esta época, los ríos cayapa y la costa adyacente estaban habitados por los indios bravos, un pueblo feroz y enemigo de los Chachis y a los que algunos denominaban caníbales. Sus ataques al pueblo cayapa y las muertes que provocaban eran continuos hasta que organizaron expediciones armadas y exterminaron al enemigo. Los Chachis son gente pacífica. Luego se convirtieron en buenos cazadores, caminaban varios kilómetros, subiendo cordilleras; en algunos de los casos cruzando esteros y ríos para proveerse de alimentos; en estas travesías de las cacerías los hombres iban conociendo mejores lugares para vivir, en los cuales dejaban marcas en los árboles, para poder reconocer el lugar, y ocupar cuando tuvieran que salir o dejar el territorio (Tu Tsa').

### Nuevo territorio

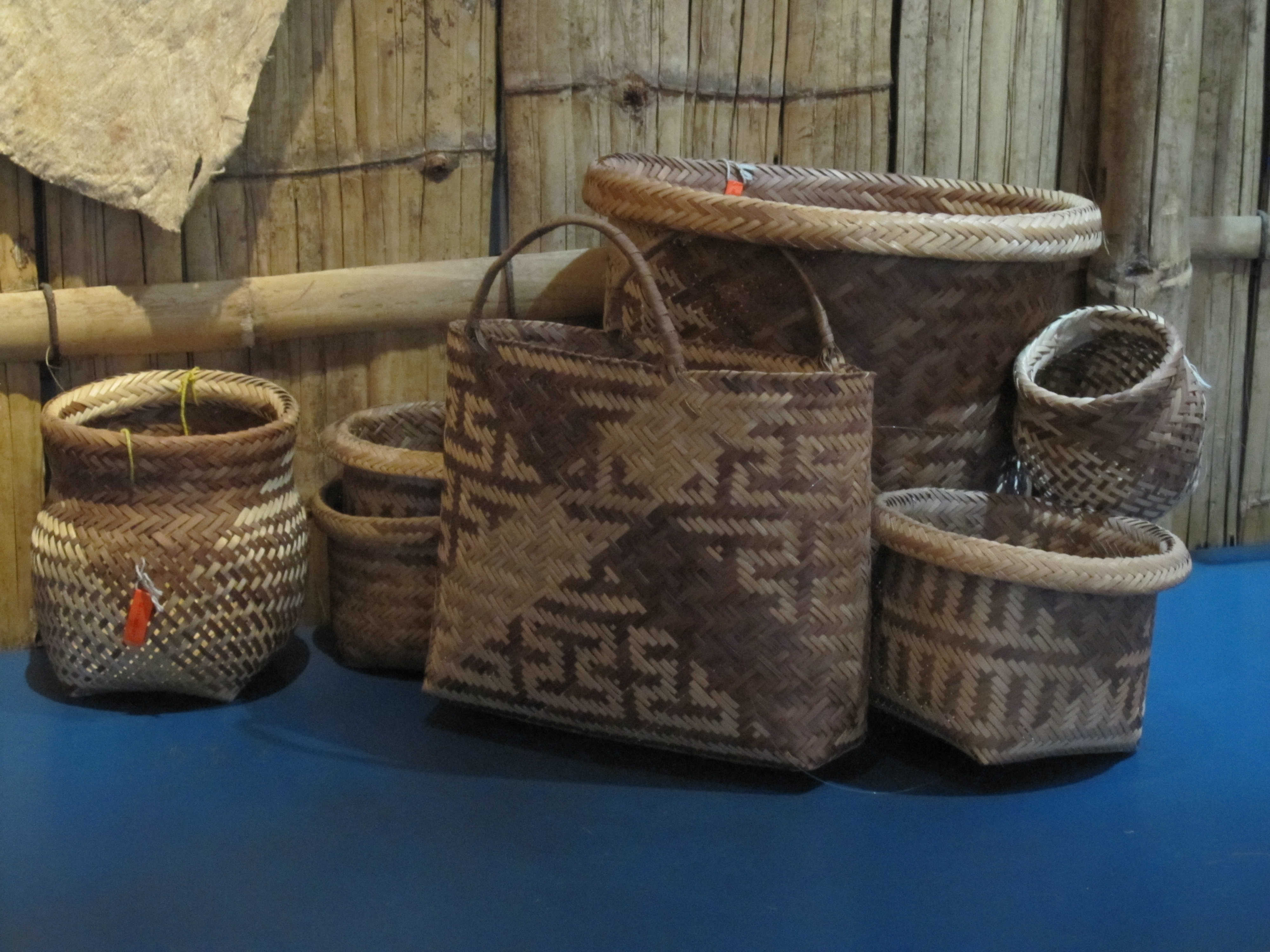
Canastos chachi

Para encontrar este nuevo territorio, el mito cuenta que los Chachi migraron bajo el consejo y guía de cierto shamán que, al no estar contento con las condiciones que el pueblo tenía en Ibarra, buscó con la ayuda de su magia a un jaguar que fuera a buscar otro territorio más conveniente. Después de un mes, el animal regresó informando que la mejor zona era una región despoblada cerca de pueblo viejo. De esta manera, todos marcharon hacia la nueva tierra, a la que pusieron el nombre Tu Tsa' donde vivieron durante muchos tiempo como los habitantes de la Sierra, con el maíz como base de su alimentación y sin sacar provecho del río.
En el nuevo territorio, poco a poco fueron adaptándose al entorno geográfico y climatológico de la zona para su subsistencia. Existían muchos animales (tigres, pumas, venados, zorros, guantas, serpientes, etc.) y el suelo no era apto para cultivos agrícolas. Los Chachi convivían en forma armónica y eran muy creyentes de la fe cristiana. La migración de Pueblo Viejo Tu Tsa' se produjo debido a que dos jóvenes que tenían parentesco familiar se enamoraron lo cual era prohibido dentro de sus creencias religiosas y culturales. Esta situación generó un desequilibrio a los habitantes, pues se creía que ese pecado manchaba ese territorio donde habitaban y ya no era digno para vivir. Al principio pocas familias abandonaron el lugar, sin embargo visitaban a Tu Tsa' en tiempo de fiestas tradicionales y después del transcurso de muchos años este territorio quedó abandonado por completo aproximadamente en los años de 1930.

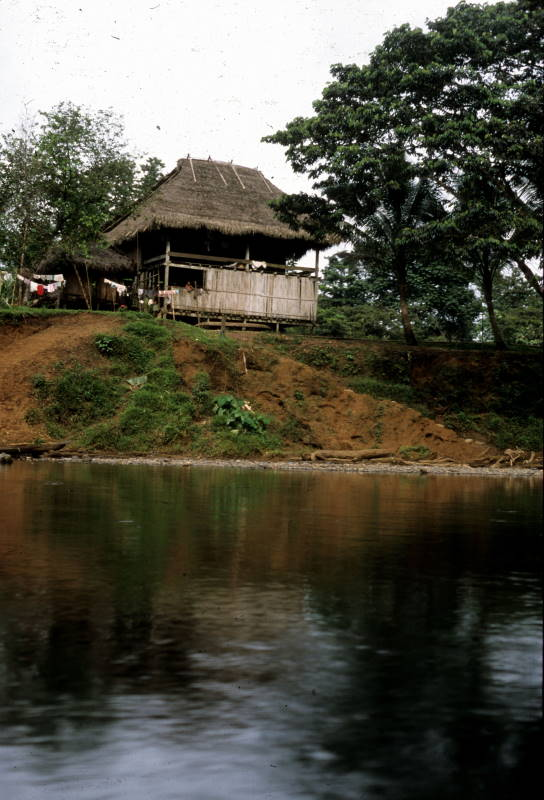
Casa tradicional chachi

La migración a la costa ecuatoriana les trajo ventajas considerables, mayores facilidades para la agricultura, cacería y la pesca, mejoras en las condiciones de cultivo de plátanos, posibilidad de comunicación a través del río, y proximidad al mar. En este nuevo espacio de vida las familias vivían aisladas unas de otras en donde se generaron concentraciones de población en la Zona Norte de la provincia de Esmeraldas (Tsejpi, Geyambi, Sapallo Grande, Camarones etc.) perteneciente a la parroquia Telembi del Cantón Eloy Alfaro y zona Centro las comunidades chachi, El Naranjal, El Agua Clara, Guayacana, Ñanpi y Las Pavas perteneciente a la parroquia Malimpia del Cantón Quinindé y la comunidad chachi La Ceiba perteneciente a la parroquia Ricaurte del cantón San Lorenzo, la comunidad Mediania perteneciente a la parroquia Chumunde del cantón Río Verde, y al Sur las comunidades chachi San Salvador, perteneciente a la parroquia San Gregorio y Comunidad Balzar perteneciente a la parroquia San José de Chamanga del cantón Muisne y comunidad Chorrera Grande perteneciente a la parroquia Cube del cantón Quininde, respectivamente.
Los Chachi fueron llamados durante un tiempo Cayapas, nombre que proviene de cay (=hijo) y apa (=padre), es decir, Hijo del Padre, y denominados así por los españoles de forma despectiva. A partir de 1978, el término Cayapas fue rechazado por su población mediante una asamblea de la Federación Chachi, donde se decidió cambiarlo por la nacionalidad Chachi, que significa "Hombre puro y original".

## Mitología

### A Arucu y A Ashimbu

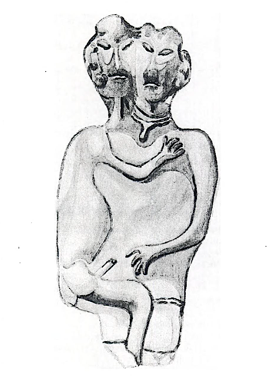
A Arucu y A Ashimbu los matutatas o ancestros

Uno de los mitos más importantes de la cultura chachi es el de A Arucu y A Ashimbu quienes fueran los padres ancestrales de esta comunidad. El mito fue recopilado por Arecio Ortiz quien decía:

Los cayapas o chachis también, tienen su leyenda para explicar el origen que seguramente se atribuyeron. Según esta; el primer Cay-apa y su esposa Ca-chimbu o pequeña mujer descendieron del A-rucu, padre antiguo y de su cónyuge A-Chimbu o gran mujer, seres divinos que surgieron, a su vez de las profundidades del mar por obra y gracia de un abrazo entre el sol y la luna... Según la tradición, venidos que hubieron a tierra a merced de las olas, guiados por un enorme tigre, designado por el padre antiguo para el objeto, emprendieron en una accidentada y penosa peregrinación en busca del lugar en donde debían establecerse.
A Arucu y A Ashimbu, mito

Los ancestros, o matutatas tienen una etimología importante. A Arucu en idioma cayapa significa el hombre grande, a'apa, el abuelo, el pariente, el que conduce al pueblo a su destino. Por su parte A Ashimbu es la mujer grande, abuela antigua, o la grande abuela. La que nos carga en sus brazos, la mujer-lazo, la que hace el bien. La unión de A Arucu y A Ashimbu se da a través del abrazo que en cayapa se llama mantsunu. En el eclipse también se lleva a cabo a través de la unión del sol, conocido como pajtá, y la luna, quepepajtá. Este mantsunu o abrazo hizo que el mar o cuchá en cayapa dance con ellos. En cayapa esta danza se llama beelanguenu. Este baile es todavía recordado con rituales en donde se baila pisoteando, haciendo referencia a la tierra que llegaron desde el mar, mientras la pareja se enreda en un tejido.
Continúa el mito diciendo:

Anduvieron de aquí para allá sin rumbo determinado, ya surcando las aguas de los lagos y torrentosos ríos; a internándose por fangosas e inhóspitas selvas; ora trepando por escarpadas pendientes o descendiendo a profundos abismos; padeciendo los rigores de la naturaleza inclemente; presas de las más terribles enfermedades; acosados por la permanente asechanza de las fieras, vencidos en la lucha contra sus semejantes unas veces vencedores, otras veces derrotados, hasta que al fin, después de un peregrinaje de siglos, el predestinado felino lo señaló destrozándolo con sus garras el ansiado lugar por entre los andes, en donde se establecieron definitivamente.
A Arucu y A Ashimbu, mito

Se recuerda que la lucha más sangrienta y violenta se tendría en su avance hacia la planicie contra un país que estaba en control de mujeres blancas, aguerridas y que en dicha sociedad no habían hombres porque eran asesinados al nacer. A los hombres para la fecundación se los buscaba a través de la guerra por lo que esto era común para esta tribu. 

### Pini
Existe además otro mito acerca de un pez serpiente llamado Pini. Se cree que en un charco, donde se encuentra este pez, nadie podía navegar ya que el pez viraba la balsa y se comía a los tripulantes. Por esto, se había abierto una pica que sirva de cruce. Sin embargo, cuenta la leyenda de un niño huérfano que enfrentaría a este pez serpiente:

Pero si hubo alguien de quien no se mucho de él, pero se supone que es un hijo huérfano de los indios bravos que fueron aniquilado por los chachilla. Éste muchacho en su huida fue a parase en la casa de una chachi, se crio allí en el seno de esta familia, y que a los tiempos ya se les consideraba como papás. Cuando llegó era un niñito, se hizo adolescente y hasta que se hizo un hombre adulto. Un día llegó a enterarse de las conversaciones que hacían los chachilla de este peligroso lugar donde se encuentra el pez-serpiente. El muchacho prometió y dijo: yo si lo puedo matar a ese pipiñi (pez-serpiente), yo no tengo miedo en nada. Buscó una canoa y se sentó en la misma para poder navegar hacia allá, no sin antes haber preparado para llevar junto con él utencillos para hacer fuego que los llevaba en su bolsillo. A penas empezó a navegar pipiñi le atrapó y se lo tragó. En el vientre de este pez-serpiente, se dio cuenta que había mucho espacio, su corazón era gigante. Encontró palos, basuras, maderas, los recogió e hizo fogata en el lugar conveniente. También encontró a las personas que había sido primeras víctimas de este pez-serpiente, ellos apenas podían sentarse haciendo muchos esfuerzos y con las cabezas decaídas. Comenzó recoger palos que se encontraban por todos lados amontonando por debajo donde pendía el corazón de este animal, para hacer una fogata que emanaba grandes lenguas de fuego. Logró hacer que caiga el corazón esparció candelas y leñas por todos lados, quedando allí definitivamente para convertirse en cenizas. Se sentó cerca de la boca de este animal, esperando ser arrojado hacia fuera. Cuando el pez-serpiente lo arrojó en forma de vómito fue a para en la tierra. Cuando despertó estaba entre las hierbas de la tierra planicie. Y, aquellas personas que se encontraban muy debilitados por haber sido víctima de este pez-serpiente con anterioridad de este señor valiente, también fueron arrojadas juntas.
Mitos y Leyendas de la Nacionalidad Chachi

Esto a su vez se interpreta a través del sintagma fuego-semilla-raza, que forma parte del rito a Catequil. Pini sería la serpiente que tiene fuego en su interior, debido a que el niño la encendió. Además se encuentra la raza, es decir todas las personas que habían sido tragadas anteriormente y que después fueron vomitadas. A su vez caerían en el lugar donde se fundaría una nueva comunidad, y de ahí vendría la semilla para la cultura.

### Tutsá
Después de su vida sedentaria que tendrían entre las montañas, fueron sorprendidos por la conquista española y buscando un lugar seguro huyeron. Para ello, los brujos de la tribu invocaron a un tigre que le adjudican poderes mágicos y fue quien les guio. Destruyeron sus templos, quemaron sus ciudades y aldeas, y después de esto se fueron en su éxodo. Por esta razón se encuentran en la actualidad en la costa, en el piedemonte de la cordillera de los Liaschas, cerca del río Santiago, donde fundaron pueblo viejo. En esta parte es importante interpretar la figura del tigre que guía a la tribu, quien debió haber sido previamente sometido a un rito de iniciación, probablemente como parte del rito a Catequil.En la actualidad, debido a la evangelización el relato de este mito incluye a figuras como la Virgen María y Jesús.

## Sociedad
La vivienda de este grupo étnico del Ecuador tiene un único ambiente con un solo desnivel, estructura de madera y techo de paja. Su lengua es conocida como el Cha'palaa y la indumentaria de las mujeres está constituida por una falda suelta con una faja a la cintura y la indumentaria de los hombres lleva una camisa larga con un eventual pantalón. Pero esta vestimenta se está perdiendo por la introducción de productos occidentales. Por otro lado, entre los objetos más importantes de esta cultura tenemos la canoa chachi que es su medio de transporte fluvial, elaborado de unos árboles llamados calade, anime, sande, ceibo, jiguapava y guagaripo y la Damagua, que es la corteza del árbol machucada y unificada para formar un tipo de papel o tela. Además, uno de los productos más característicos de esta cultura es la cestería que fabrican y que es vendida en todo el país. La Autoridad tradicional es el "Uñi", gobernador de autoridades hereditarias, y aparte de él existen los "chaitalas" o gobernadores menores. Por último, desde la colonización, su religión es católica y celebran como fechas importantes el matrimonio, los funerales, la Navidad y la Semana Santa.